# 兵庫県競馬組合
兵庫県競馬組合（ひょうごけんけいばくみあい）は、園田競馬場と姫路競馬場の2ヶ所の地方競馬を主催する一部事務組合である。兵庫県、姫路市及び尼崎市の1県2市で組織されている。組合としての運営は1981年からだが、本項ではそれ以前に兵庫県で施行された地方競馬についても包括的に取り扱う。

## 概要
競走体系として長らくアングロアラブ競走馬が専門であり、「アラブのメッカ」と謳われるほどのレベルの高さを誇った。しかしアングロアラブの生産頭数が激減したこともあり、JRA（日本中央競馬会）との交流を促進するため1999年にサラブレッドを導入し、JRAとの条件交流競走やダートグレード競走を盛んに実施するようになった。アラブ在籍馬の減少に伴い段階的にアラブ限定重賞競走が廃止され、最後に残っていた「楠賞全日本（兵庫）アラブ優駿」も2003年度をもって廃止され、2004年6月限りでアラブ系単独競走も休止。またアラブ系2歳新馬の入厩も停止された。2006年にはアングロアラブ競走馬の在籍頭数が0となっており、事実上アラブ馬は全廃となり、現在はすべてがサラブレッドのみとなった。
基本は尼崎市の園田競馬場で開催し、年に3か月程度（主に3月、7月、11月）に姫路市の姫路競馬場での開催を行うようにしていたが、2000年代に入ってから開催を次第に園田のみに集中させ、姫路での開催は年ひと月（主に初夏の候）に3開催程度を行う程度になっていた。2012年9月に園田にナイター開催用照明塔が整備されて以後は、すべての開催を園田のみで開催しており、姫路は事実上休止状態となっていた（馬券発売については継続）が、2020年1月15日に8年ぶりに開催が再開された。現在は姫路での開催は冬季(1月中旬頃から3月中旬頃)に行われている。

## 歴史
兵庫県の地方競馬場の先駆けは、1929年に淡路島に開設された淡路競馬場である。1930年には園田への移転が決まり、同年12月15日には早くも最初の開催が行われた。その後も順調に開催され、全国有数の売り上げを誇ったが、1939年に施行された軍馬資源保護法により、軍用保護馬鍛錬競走が引き続き開催され、1944年まで開催は続けられた。
競馬開催中止期間中は、日本陸軍に倉庫として利用され、さらに戦後は伊丹空港に進駐した進駐軍に接収され、爆弾などの集積地として利用されたが、1946年の地方競馬法制定に伴い、接収解除されて1946年12月に園田競馬場での開催復活した。
再開直後こそ、非常に高い売り上げを記録していたが、競輪開催によって客足を奪われ、1950年代半ばまでは売り上げ低迷に苦しんでいた。この頃、馬場を利用してオートレースの開催を行った事もあったが、こちらは短期間で開催中止されている。また、当初はサラブレッド種の競走馬も在籍していたが、当時はまだサラブレッドの生産数も少なかった為、早い段階でアングロアラブ系競走馬のみでの競走に変更された。また競走種別は平地競走と騎乗速歩競走だけであったが、速歩競走が繋駕速歩競走に変更され、さらに置き障害を設置しての障害競走が行われる様になった。しかし速歩競走は1954年に廃止され、速歩競走用の用具類は岩手県競馬組合に譲渡された。
低迷を続けていた入場人員や売り上げは、1960年には園田のスタンド新築などにより上昇に転じ、やがて大井競馬場、川崎競馬場に次ぐ全国3位の売り上げを記録する様になった。1966年にはスタンド増築工事も完成し、全長154mとなった。一方、1972年頃を目処に、馬場東側の旧猪名川部分を買収して馬場1周1200mまで延長する計画もあったが、こちらは実現しなかった。
障害競走は1970年代前半に廃止され、以後はアラブ系平地競走のみとなった。しかしこの頃から園田競馬場では度重なる不祥事に見舞われ、開催休止に追い込まれた事もあった。
その後もアラブ系競走のみ実施され、「アラブのメッカ」と評される事もあったが、1995年にJRAでアラブ系競走が廃止された影響からアングロアラブ種の生産数が減少を続け、アラブ系単独での競走数の維持が困難になる事が予測されたため、1999年には再びサラブレッド系競走馬による競走が行われる事になった。その際、馬場の拡張工事などが行われている。（アラブ種限定戦の最終レースは2004年8月17日の第2レースC1三歳以上）
2000年代前半は全盛期と比べて入場人員や売り上げの減少が続き、小牧太や岩田康誠ら上位騎手の中央転出も相次いだ。一方で2008年にジャパンブリーディングファームズカップ (JBC競走) が園田競馬場で開催された際には、22,174人の観衆を集め、売り上げも最高記録を更新した。またJBC開催を契機にスタンドや食堂の改装を行い、オッズパーク限定での5重勝単勝式勝馬投票券『Odds Park LOTO』の発売などを行い、ファンサービスの向上を図っている。
これらの取り組みが功を奏した他、折しも2010年代はIPATやSPAT4などこれまで園田（姫路）がサービス対象場でなかったインターネット投票の参入が続いたこともあって、同年代前半を境に経営は好転。それまで減額の続いていた賞金も増額の兆しを見せており、2020年度からは園田金盃は1着賞金3000万円、兵庫ダービー及び楠賞は1着賞金2000万円に増額されている。また、古馬最下級C3級の1着賞金が2021年度から50万円になり、全地方競馬中で南関東に次いで高知と並ぶ2番目に高い水準になった。
2021年9月9日、園田競馬場第8競走で新人の佐々木世麗騎手がトウケイメニモミヨに騎乗して勝利、この勝利で同騎手は兵庫県競馬における新人最多勝記録となる45勝目を記録した。
2023年11月3日に大井競馬場で行われたJBCスプリントでイグナイター（園田・新子雅司厩舎）が勝利し、兵庫県所属馬として初のGI級競走優勝馬となった。

### 不祥事
- 1966年から1968年にかけて、調教師28名、馬主2名、厩務員28名、騎手3名、その他9名が関係する大規模な不正が発覚した。これは、薬局関係者より購入した禁止薬物のカフェインやエフェドリンなどの興奮剤をレース前に競走馬に注射したもので、注射した薬物の総量は287,000ccに及んだという。事件の関係者75名は送検され、開催は一時中止を余儀なくされた。また1967年には、騎手数名による覚醒剤使用が発覚して警察に逮捕されたが、その後の捜査の結果、中央競馬でも覚醒剤を使用していた騎手4名が逮捕されるに至った。
- 1971年6月には、暴力団に買収された騎手や厩務員らによる八百長が発覚、5開催の開催休止を余儀なくされた。こうした不正行為を受けて、周辺住民との間で「将来的には園田競馬は廃止する方向で検討する」という覚書を交わしてようやく再開に漕ぎつけたという経緯があるが、この時の改革は小手先に過ぎず、1974年の事件を引き起こす一因となった。
- 1974年1月30日、園田競馬場で発走に不備があったレースの中断の処理を巡り、怒ったファンが暴徒化して投票所を襲い売上金の一部を奪った上、放火するという「園田焼き討ち事件（園田騒擾事件）」が発生した。この事件により兵庫県競馬は3開催18日にわたって開催自粛を余儀なくされた。
- 同競馬場で2006年12月6日に行われたレースで、1着になった競走馬「ロゴス」の尿から、禁止薬物のカフェインが検出された。このため、ロゴスは失格処分となったが、その後、2007年3月になって、採尿を担当した警備会社の男性社員（25歳）が、兵庫県尼崎東警察署の調べに対し「尿の量が規定に足りず、自分の尿を混ぜた」と供述していたことが判明した。この社員は、12月6日の第8レースに出走したロゴスの採尿を行った際、規定の80ccが採れず、自分の尿30ccを混ぜていた（同署調べ）。また、この社員は、「前日も採尿が巧く行かずに怒られ、解雇されると思った」、「レース直前に、食事と一緒に茶を飲んだ」などとも話していた。兵庫県競馬組合は、同月7日付でロゴスの失格処分を取り消し、馬主らから返還された賞金計約35万円の再交付を決定した。また兵庫県警察は競馬法違反（競馬の公正を害すべき行為）の疑いで、当該の社員を2007年3月8日に書類送検した。

- 2007年8月、馬インフルエンザの全国的流行が発生し、園田競馬所属の競走馬から陽性反応が確認されたため、それらの競走馬に関しては出走取り消しや隔離の処置を行ったうえで、陰性反応馬だけで8月29日開催分のレースは行ったがその後は出走頭数の確保が困難となったため、平成19年第10回園田競馬の2007年8月30日から9月13日まで予定されていた7日間の開催を取り止めとした。結局開催できたのは、平成19年第11回園田競馬の2007年9月19日になってからである。

## 競走

### 兵庫県で行われるダートグレード競走
いずれも園田競馬場
- 兵庫女王盃 （JpnIII） （4月、4歳以上牝馬、ダート1870m）
  - 2024年にTCK女王盃をリニューアルする形で創設（JpnIIIに格付け、兵庫県競馬初の牝馬限定ダートグレード競走）。
- 兵庫チャンピオンシップ(JpnII) （4月-5月、3歳馬、ダート1400m）
  - 2000年に創設（統一GIIIに格付け）。
  - 2000年～2023年：距離・1870mで実施。
  - 2001年～2023年：菊水賞、園田ダービー・兵庫ダービーとともに兵庫三冠を構成。2006年のみ一戦目に実施、他の年は二戦目に実施。
  - 2004年：統一GIIに昇格。
  - 2007年：国際グレード導入に伴い、格付けをJpnIIに変更。
  - 2024年：距離を1400mに短縮し、3歳ダート短距離路線のチャンピオン決定戦にリニューアル。これに伴い、兵庫三冠からは除外された。
- 兵庫ジュニアグランプリ(JpnII) （11月、2歳馬、ダート1400m）
  - 1999年：兵庫県競馬にサラブレッドが導入されたことに伴い創設（統一GIIIに格付け、兵庫県競馬初のダートグレード競走）。
  - 2007年：国際グレード導入に伴い、格付けを統一グレードからJpnに変更し、JpnIIに昇格。
- 兵庫ゴールドトロフィー(JpnIII) （12月、3歳以上、ダート1400m）
  - 2001年に創設（統一GIIIに格付け）。
  - 2007年：国際グレード導入に伴い、格付けをJpnIIIに変更。

- 上記以外では、2008年にJBCスプリント（JpnI、ダート1400m）、JBCクラシック（JpnI、ダート1870m）が開催されている（兵庫県競馬初のJpnI開催）。

### その他の兵庫県競馬組合の重賞競走
・
特記なきものは園田、（姫）は姫路で施行

#### 重賞I

##### 兵庫三冠
2000年にサラブレッドの三冠体系が確立された。2024年以降は以下の3競走で三冠を構成する。
- 菊水賞（4月、ダート1700m）
  - 2000年と2007年以降は一戦目に実施、2001年～2006年は三戦目に実施。
  - 2000年：園田・1870mで実施。
  - 2001年：姫路・1800mで実施。
  - 2002年：園田開催に再度変更し、距離を1700mに短縮。
- 兵庫優駿（7月、ダート1870m）
  - 2000年：園田ダービーとして創設。
  - 2000年と2006年、2024年以降は二戦目に実施。2001年～2005年は一戦目に、2007年～2023年は三戦目に実施。
  - 2006年：レース名を兵庫ダービーに変更。
  - 2009年：姫路・1800mで実施。
  - 2010年：姫路・2000mで実施。
  - 2011年：園田開催に再度変更。
  - 2024年：レース名を兵庫優駿に変更。
- 園田オータムトロフィー（10月、ダート1700m）
  - 2018年：3歳馬限定重賞として創設。
  - 2024年：重賞II⇒重賞Iに昇格。施行時期を9月⇒10月に変更し、兵庫三冠の三戦目に実施。

補足
- 2000年のみ菊水賞、園田ダービー、六甲盃の3競走で三冠を構成。
- 2001年：古馬との混合重賞に変更した六甲盃に代わって、兵庫チャンピオンシップが三冠競走に編入。
- 2024年：短距離重賞に変更した兵庫チャンピオンシップに代わって、園田オータムトロフィーが三冠競走に編入。

兵庫三冠馬
- 全競走がアラブ系で施行されていた時代は、菊水賞・楠賞・六甲盃を兵庫三冠としており、三冠馬にはアサヒマロツトとケイエスヨシゼンの2頭がいる。
- 2000年にサラブレッドの三冠体系が確立されて以降に三冠馬となったのは、兵庫所属馬で唯一兵庫チャンピオンシップを制した2001年のロードバクシンの1頭のみである。

##### その他
2歳
- ネクストスター園田（10月） - 未来優駿シリーズ
- 園田ジュニアカップ（12月）

3歳
- 西日本クラシック（5月、ダート1870m）
  - 2024年に創設。
  - 西日本地区（名古屋、笠松、金沢、兵庫、高知、佐賀）の東京ダービー指定競走。
- 楠賞（11月） - 全国交流重賞

3（4）歳以上
- 新春賞（1月）
- コウノトリ賞（1月） - 2011年以降は実施されていなかったが、2024年より再開
- 白鷺賞（2月） - 西日本交流重賞（姫）
- 兵庫ウインターカップ（2月） - 西日本交流重賞（姫）
- のじぎく賞（5月） - グランダムジャパン3歳馬シーズン
- 兵庫大賞典（5月）
- 六甲盃（6月） - 全国交流重賞
- 摂津盃（8月）
- 姫山菊花賞（9月） - 南関東・北陸・東海・近畿交流重賞
- 園田金盃（12月）

#### 重賞II
2歳
- 兵庫ジュベナイルカップ（9月）
- 園田プリンセスカップ（9月） - グランダムジャパン2歳馬シーズン

3歳
- 兵庫クイーンセレクション（1月） - 西日本交流重賞（姫）
- 兵庫ユースカップ（3月） - 西日本交流重賞（姫）

3（4）歳以上
- 園田FCスプリント（6月） - 兵庫・高知交流重賞
- 兵庫サマークイーン賞（7月） - グランダムジャパン古馬シーズン
- 園田チャレンジカップ（9月） - 西日本交流重賞
- 兵庫ゴールドカップ（10月） - 	全国交流重賞
- 兵庫クイーンカップ（10月） - 	西日本交流重賞

### クラス分け
2009年春まではS1・A1～A3・B1～B3・C1～C7・D1～（2歳・3歳はT1・T2・F1～）と細かく分けられていたが、地方競馬全体でクラス分けの統一が図られることになり、A1・A2・B1・B2・C1・C2・C3の7クラス（2歳・3歳はA・B・C1・C2の4クラス）に簡素化され、同時にJRA・他地区からの移籍馬のクラス編入も単純化された。なお、賞金ができるだけ変わらないように、古馬についてはC3クラス以外で賞金が高い特別競走を行なうようになったが、2歳・3歳については上級クラスでやや賞金が減額されている。これと同時にポイント制も導入され、競走馬の昇級・降級が分かりやすくなった。CS中継では、クラスのアラビア数字を「ワン・ツー・スリー」と読んでいる。

### 賞金配分（2000年以降）
| 開催年（平場・特別・重賞） | 配分合計 | 1着 | 2着 | 3着 | 4着 | 5着 |
| -------------------------- | -------- | --- | --- | --- | --- | --- |
| 2000・2001年               | 170      | 100 | 35  | 18  | 10  | 7   |
| 2002年                     | 165      | 100 | 32  | 16  | 10  | 7   |
| 2003・2004年               | 160      | 100 | 30  | 15  | 9   | 6   |
| 2005～2007年               | 150      | 100 | 25  | 12  | 8   | 5   |
| 2008～2014年               | 140      | 100 | 20  | 10  | 6   | 4   |
| 2015年                     | 150      | 100 | 25  | 12  | 8   | 5   |
| 2016・2017年               | 150      | 100 | 24  | 12  | 8   | 6   |
| 2018年～                   | 160      | 100 | 28  | 14  | 10  | 8   |

| 開催年（ダートグレード） | 配分合計 | 1着 | 2着 | 3着 | 4着 | 5着 |
| ------------------------ | -------- | --- | --- | --- | --- | --- |
| 2000～2008年             | 170      | 100 | 35  | 18  | 10  | 7   |
| 2009・2010年             | 170      | 100 | 32  | 18  | 12  | 8   |
| 2011～2015年             | 150      | 100 | 25  | 12  | 8   | 5   |
| 2016・2017年             | 150      | 100 | 24  | 12  | 8   | 6   |
| 2018年～                 | 160      | 100 | 28  | 14  | 10  | 8   |

ただし、2007年はC級以下だけ先行して2008年と同じ配分になっていた。また、2011年から2014年まではC級古馬に限って合計135、割合は100-18-9-5-3に引き下げられていたが、売り上げが幾分回復したために2015年から他のクラスと同じ配分に戻された。

### リミテッド競走
- 2001年からリミテッド競走と呼ばれるレースが導入された。これは当組合でデビューしたサラブレッド競走馬のみに出走する資格が与えられるもので、他場の地方競馬や中央競馬から移籍しても出走できないというもの。主として賞金下級条件の競走馬を対象としたレースで行われているが、重賞は2008年を除く年の3歳以上による楠賞、2008年からは2歳が兵庫若駒賞、3歳がコウノトリ賞がリミテッド競走となっている。2023年現在上記の3重賞はリミテッド競走から外れている。

### アッパートライ競走
日本中央競馬会（JRA）認定の2歳限定の賞金上位馬を対象とする競走。この競走で優勝すれば、JRAへの移籍がなくても、地方所属のままでJRAの特別指定競走への出走権利を得られる（ただしJRAから転入した馬もこの競走に出走できるが、このレースに勝ってもJRA特別指定競走への出走はできない）。なお、このバリエーションとして「アッパートライ（リミテッド）競走」という、兵庫県でデビューした馬限定の競走もある（ただし、JRA認定競走の勝ち馬はリミテッド競走への出走はできない）。

## 馬券発売

### 馬券発売種類
※フルゲート12頭立て
- 単勝式
- 複勝式
- 枠番連勝複式（9頭立て以上のみ）
- 馬番連勝複式
- 馬番連勝単式
- 拡大馬番連勝複式（ワイド）
- 三連勝複式（3連複）
- 三連勝単式（3連単）

※ワイド、3連複、3連単は全競走発売、（3連単は2008年7月17日までは、最終競走から数えて後半の4競走のみ発売。）（3連単対応の他場場外発売についても同じ）

### 場外発売所
- 1997年からJRAのウインズ神戸のB館で場外発売を実施している（神戸場外。原則として毎週火・水・木曜日開館。但し規定により12月28日から1月4日の間は閉館となっていたが、2007年12月29日から年末年始も開館することとなり、2008年1月3日まで場外発売を実施した[7]。
- 2005年の秋よりウインズ難波でも場外発売が行われている。2005年は名古屋競馬場でのJBC競走の開催日および園田でのダートグレード競走開催日の3日間のみの試験的な発売だったが好評だったことから、2006年からは週に1回、原則水曜日に発売されている。ウインズ難波での発売はJRAとの交流競走が行われる日に行うという取り決め[注釈 1]があり、祝日やダートグレード競走が行われる場合にはその日に発売されることがある。2011年1月13日からは木曜日も場外馬券の発売開始した[8]。また競馬組合としては、将来的には神戸場外と同じように毎週火・水・木曜日の発売をしたい意向を持っているとされていたが[9]、2021年以降は新型コロナウイルス感染拡大防止の観点から場外発売・払戻が休止され、2023年1月31日に兵庫県競馬組合は正式に場外発売・払戻を再開しないことが発表された[10]。
- 2008年10月28日より三木市吉川町のサテライト阪神の施設を一部利用して、兵庫県競馬直営初の場外発売所「DASHよかわ」でも全開催日・全レースを発売している。払い戻しは原則として兵庫県競馬開催日のみ行う[11]。詳しくはサテライト阪神の項を参照。
- 2013年3月で廃止された福山競馬場の発売所であったDASH福山駅前（旧福山駅前場外発売所）とDASH柳津（旧シャトル柳津）について2013年6月から兵庫県競馬組合の場外発売所として運営されることとなった[12]。
- 2014年10月22日より和歌山市に場外発売所「DASH和歌山」で園田・姫路競馬の全競走と地方競馬の広域場外競走を発売開始[13]
- 2015年1月15日より香川県観音寺市のサテライト観音寺の施設を一部利用した場外発売所「DASH観音寺」で園田・姫路競馬の全競走と地方競馬の広域場外競走を発売開始[14]。
- 2015年2月24日より大阪市中央区に場外発売所「DASH心斎橋」で園田・姫路競馬の全競走と地方競馬の広域場外競走を発売開始[15][16]。
- 2015年3月24日より広島県呉市のボートピア呉が入居する施設の別構内に設置した場外発売所「DASH呉」で園田・姫路競馬の全競走と地方競馬の広域場外競走を発売開始[17]。
- 2021年3月8日より大阪府岸和田市のJR阪和線下松駅付近に設置された「DASH岸和田」で園田・姫路競馬の全競走と地方競馬の広域場外競走を発売開始[18]。

### 電話投票
- 電話投票は「テレジョッキー園田・姫路」のみで、長らくD-Net（全国統一電話投票システム）に加盟していなかったため購入できるのは園田競馬場と姫路競馬場の競走のみであったが、2005年8月2日よりD-Netでも購入できるようになり、12月21日よりテレジョッキー園田・姫路もD-Netに移行して廃止された。なお、ダートグレード競走をはじめ、南関東各競馬場（浦和・船橋・大井・川崎）における兵庫競馬の他場発売競走が設定された時についてはSPAT4（南関東4競馬場の電話投票システム）でも購入することができる。
- 2010年1月26日の園田競馬開催分よりインターネットのオッズパークでのみ重勝式のOddsPark LOTOが発売されている。

### 他主催者の馬券発売
- 園田競馬場・姫路競馬場・ウインズ神戸・ウインズ難波では、門別競馬場（2008年までは旭川競馬場）、帯広競馬場（ばんえい競馬）、大井競馬場、川崎競馬場、船橋競馬場、高知競馬場で行われるナイター開催、及び浦和競馬場、名古屋競馬場など一部の薄暮競走の場外発売を行う場合は現状リアルタイムでの発売に対応しておらず、レース数を限定（重賞など）しての前売りだけ行っている。ウィンズ難波では原則としてナイター・薄暮のレースの馬券は翌日が兵庫県競馬の発売日で無い限り払い戻しを受けられない、（次回の兵庫県競馬発売日に払い戻しを受けられる。またJRA平日発売の実施日であっても地方競馬の払い戻しは不可）近所にあるDASH心斎橋に行けば、その日のレース確定後に払い戻しが受けられる。
- 2018年より園田・姫路競馬の非開催日の他場発売を中止しており、開催日のみ発売を行っている。（非開催日は完全に閉鎖）DASH場外については引き続き非開催日の他場発売を行っている。

中央競馬の馬券発売
2003年からは姫路競馬場でJRAの場外発売も行っている（姫路場外（のちにウインズ姫路と名称が改められた）。2003年度は毎週日曜のみであったが、2004年から土日に拡大された）。2013年以後はシステムの整備が進んでいるところから順次、地方競馬の券売機を使用した「J-PLACE」を導入しており、2019年9月現在では下記の5会場で発売が行われている。
- 姫路競馬場：JRAの券売機を使用した「ウィンズ姫路」として全開催日（代替開催も原則として発売するが、兵庫県競馬開催日と重複する場合は発売せず）の中央競馬全レースを発売
- DASHよかわ、和歌山、福山駅前、柳津、観音寺：地方競馬の券売機を使用した「J-PLACE〇〇」として全開催日（代替開催は除く）の中央競馬全レースを発売。（観音寺のみ2019年7月21日までは原則メインレース・1日最大3競走までだったが、2019年7月27日から全競走に拡大[19])。
- 前日発売：原則としてGIの前日発売のみ実施（J-GIを含む一部の競走は除く。ただし、DASH（J-PLACE）観音寺に限り、東京優駿・有馬記念開催日を除き、2019年7月21日までは前日発売をしなかった[19]）。
- 払い戻し：ウィンズとJ-PLACEは相互に互換がないため、ウィンズ購入馬券をJ-PLACEで、その逆のJ-PLACE購入馬券をウィンズで払い戻すことは不可。
  - 平日払い戻し：ウィンズ姫路（姫路競馬場）は月曜10:00-14:30（代替開催が生じた場合でも火曜日の平日払い戻しは実施しない）、DASH（J-PLACE）よかわ、和歌山、福山駅前、柳津、観音寺は兵庫県競馬開催日、並びに兵庫県競馬が指定した他地区場外発売の実施日の各会場の開館時間。

### その他
- 中央競馬では日曜日の重賞競走に限り行われている前日発売が、兵庫県競馬では2013年以前は、当週の開催最終日を除き、翌日のメインレースが重賞の有無を問わず連日開催の最終日以外は発売されていた。但し天災による開催中止が生じた場合は前日発売も中止となる。前日発売が実施されながら本番の競走が中止・延期となった場合には出馬投票やり直しとなるため馬券は無効=返還となる。しかし2013年10月からの前日発売は、他場の場間場外が増加したことに伴って、主要な重賞競走が行われる場合の前日に限り行われる。[20]
  - 2009年10月7日、翌日に行われる重賞「姫山菊花賞」の前日発売は、台風18号接近に伴う開催の影響が懸念されることから、前日発売が中止となった。なお、翌日は通常通り開催が行われた。

## 放送
- 兵庫県競馬の専属実況である吉田勝彦アナウンサーは50年に渡って数多くの名勝負を見続けている。過去には、開催日ごとのサンテレビの深夜放送「園田・姫路競馬ダイジェスト」でも解説を担当していた。 その項参照）。また、ラジオ関西で毎日夕方に放送されていた「競馬リポート」にも出演していたほか、2005年5月29日に放映されたサンテレビのドキュメンタリー「スペース2005」の主人公として取り上げられた。[21]
- 毎週水曜日にサンテレビジョンで放映されていた中継番組は2005年3月30日限りで休止。同年4月から2008年9月まではスカパー!（241ch）・一部地域ケーブルテレビのチャンネル「ハッピー241」において全開催日・全競走を中継していた。放送時間は原則として開催日の10時から17時であるが、第1レース発走前の10時台には過去に行われたレースハイライトや競馬場案内などを流す場合もある（前述のサンテレビジョンでのダイジェスト番組は、レース中継からの撤退後も放送を継続した）。また、2005年9月27日からはインターネットライブ中継がスタート。画面サイズは地方競馬のネット中継では最大の560×420。
  - 兵庫県内でハッピー241のケーブルテレビでの配信が行われているのは神河町ケーブルテレビネットワーク（神河町）と、ケイ・キャットeo光テレビ（一部地域のみ　姫路市の一部と尼崎市全域も視聴可能）だった。しかし運営会社の経営難によりハッピー241の放送そのものが2008年9月30日で配信を打ち切られたため、衛星放送（ケーブル含む）での中継は一旦打ち切りとなった。
- 同年10月21日から2009年3月まではスカパー!(275ch)「EXエンタテイメント」で放送が再開されたが、立川競輪と開催日が重複する日は中継されなかった。現在はケーブルテレビでの配信もケーブルテレビ足立など一部にとどまっており、近畿圏でも近鉄ケーブルネットワークとJ:COM 神戸・三木で一部時間帯のみの放送で、エリア外での中継放送はスカパー!かインターネットライブに頼らざるを得ない。
- 同年4月2日からスカパー!(255ch)の鉄道チャンネル（開始当時はACCESS）で中継していた。重賞競走やシリーズ競走(ゴールデンジョッキーカップなど)の開催日にはスタジオを使用して、女性MCやアシスタント・実況アナウンサーが競馬キンキや大阪スポーツのトラックマンを迎えて独自に制作していたが、鉄道チャンネルが255chでの放送を終了するため、2014年3月末をもって終了した。
- 2010年度夏の園田開催より、放送マスターの更新が行われ、HD対応(16:9)になった。実況映像・各種お知らせCG・馬体重などに対応。ゴール前のスリットリプレイ・判定写真・払戻金および併売・場外時の他場映像には横帯がつく。ネット配信ではその横帯がわずかながら確認できる。
- 同年秋より、同年春まで荒尾競馬場で実況していた三宅きみひと[注釈 2]がダートプロに加入し、吉田勝彦・竹之上次男の3人体制となる。

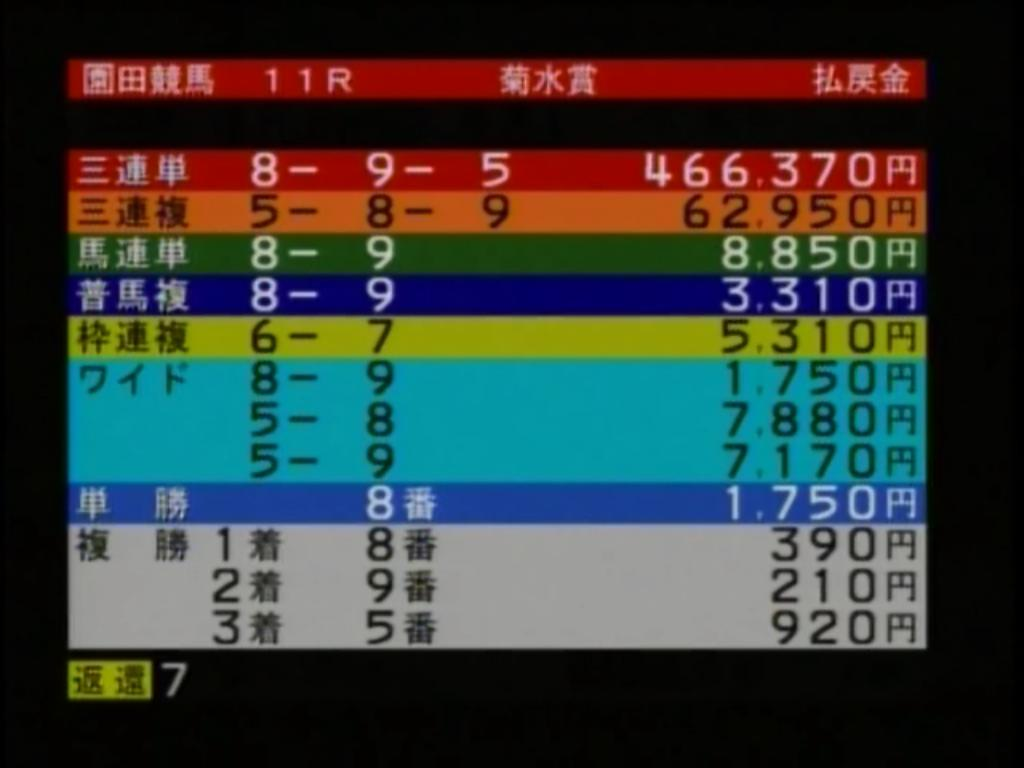
2013年6月まで

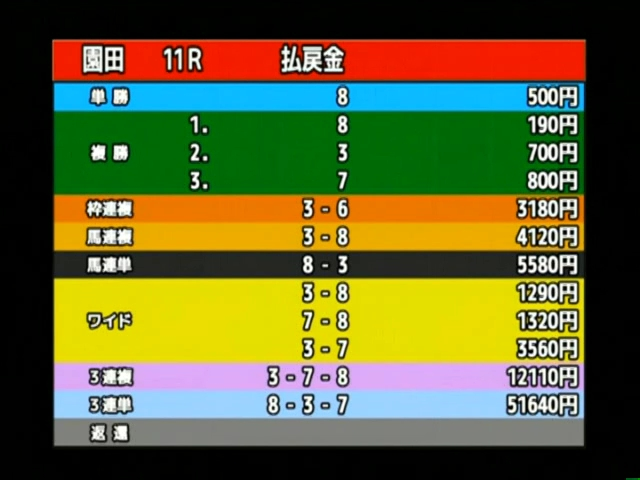
2013年7月より

- 2012年9月1日に「そのだけいば・ひめじけいば公式Youtube」が開設された。開設当初はPR番組や関係者インタビュー、イベントの模様などをメインに配信していた。
- 2013年7月10日の開催より、配信映像、オッズ表示などの完全デジタル化に伴い、場内の画面表示（払戻金）や場内音声(コンピューター音声・締切告知や払戻金および各種音声)などが変更された[22]。（ちなみにこれまでの払戻金の画面は、他の競馬場には例のない表示で　上から→三連単・三連複・馬連単・馬連複・枠連複・ワイド・単勝・複勝という順番であった） また、2020年12月15日より場内の画面表示や場内音声が南関東4競馬場と共通のものに変更された。なお、払戻金のアナウンスの順番は三連単→三連複→馬連単→馬連複という順になっている。（枠連複、ワイド、単勝、複勝は省略）[23]
- 2014年4月からはスカパー!(701chか702chか703ch)の地方競馬ナインで中継している。当初は当チャンネルの開局を機にスカパー！での中継から撤退するとしていたが、開局直前になって急遽中継を行うことが決まった。ただしばんえい競馬、ホッカイドウ競馬、名古屋競馬場、高知競馬場での中継を優先するため、中継しない日がある。そのため、地方競馬ナインで中継しない日は寄席チャンネル（542ch）で中継を補完している。
- 同年5月16日から同年11月14日まではラジオ大阪で「OBCドラマティック競馬 金曜版 そのだ金曜ナイター中継」と題し、ナイター開催期間中の毎週金曜日に放送する。翌2015年以降も継続している。
- 長年サンテレビで放映してきたレースダイジェストは、2015年9月30日をもって放送を終了。10月1日から公式Youtubeにて、「そのだけいば・ひめじけいばレース展望」の配信を開始した[24]。
- 2017年9月29日よりニコニコ生放送でのライブ配信を開始[25]。
- 2020年1月を以って吉田が実況を勇退（レース展望等は続投）[26]、新たに鈴木セイヤ（鈴木誠也）がアナウンサー陣に加入[27]。三宅は引き続き実況に携わる一方で所属事務所から独立している。
- 2022年1月末をもって竹之上が実況から撤退（ダートプロも退社。経緯は詳細記事参照）、代わって2月からは元KBS京都アナウンサーでフリーの木村寿伸が実況陣に加わった[28]。
- 2022年4月5日から公式Youtubeにて、全レース中継のライブ配信を開始した[29]。

## 主な所属騎手
- 板野央
- 大山真吾
- 川原正一 - 笠松より移籍
- 小牧太 - JRAへ移籍後、2024年8月より兵庫へ復帰（地方競馬出身の元中央競馬所属騎手が、再び地方競馬に復帰した初のケース）
- 佐々木世麗 - 同組合所属初の女性騎手
- 笹田知宏 - 元ニュージーランド
- 下原理
- 松木大地 - 高知より移籍
- 山本咲希到 - 北海道より移籍
- 吉村智洋

元所属騎手
- JRAに移籍
  - 赤木高太郎 - 2011年に騎手を引退。引退後は調教助手に転身したが、後に退職している。
  - 岩田康誠
- 調教師に転身
  - 小牧毅
  - 尾林幸二
  - 平松徳彦
  - 田中道夫
  - 田中学
  - 松平幸秀
  - 木村健
  - 有馬澄男 - 中津より移籍
  - 北野真弘 - 高知より移籍
  - 永島太郎
- 引退
  - 中越豊光 - 高知より移籍。2012年に騎手を引退し、川崎競馬の厩務員に転身。
- 死去
  - 松本幸祐 - 2025年1月、園田競馬場での調教中の事故により殉職。

2004年度の中央競馬新規騎手試験に合格した小牧太・赤木高太郎、2006年度試験に合格した岩田康誠の3騎手は、兵庫県競馬の主軸ジョッキーとして活躍していた。
かつては他の地方競馬から兵庫県競馬へ移籍してきた騎手に対しては、一旦騎手免許を返上した上で、厩務員として約1年間（廃止された競馬場の場合は6か月）従事した後に、騎手免許を再取得しないと騎乗を認めないという内規があった。中津競馬のトップジョッキーであった有馬澄男、高知競馬のトップジョッキー北野真弘も例外なくこの規定に従った。2006年4月からは、高知競馬に所属していた中越豊光が厩務員として従事し、2007年9月20日に騎手免許を再取得した。
ただし笠松競馬で大きな実績を挙げた後に移籍した川原正一は所属する曾和直榮の尽力もあり、騎手免許を保持したままで4か月間の厩務員従事を経て、再デビューした（ただし2006年6月までは1日4鞍に制限されていた）。
その後、兵庫県競馬組合、兵庫県調教師会、兵庫県騎手会の申し合わせにより「移籍騎手は、3か月間の研修期間が必要」との規定に緩和され、騎手免許を返上する必要がなくなった。2019年2月21日付で高知競馬から移籍した松木大地にこの規定が適用され、以降移籍した井上幹太、山本咲希到も同様に中3ヶ月で騎乗を再開している。兵庫県競馬から中央競馬へ移籍し、再度兵庫県競馬へ移籍した小牧太は厩務員従事を免除された（ただし当初は1日6鞍に制限される）。

## 主な活躍馬
サラブレッド
- ロードバクシン 2001年に三冠を達成。
  - 2001年の兵庫チャンピオンシップにて、兵庫所属馬初のダートグレード競走制覇を達成した。
  - 2001年にサラブレッド導入後初となる兵庫三冠を達成した。ロードバクシン以降三冠馬は誕生しておらず、2023年時点ではサラブレッド唯一の兵庫三冠馬である。
- チャンストウライ 2008年に佐賀記念を制覇。
  - 2008年の佐賀記念にて、兵庫所属馬初の他地区で行われたダートグレード競走制覇を達成した。
- タガノジンガロ 2014年にかきつばた記念を制覇。
- トウケイタイガー 2017年にかきつばた記念を制覇。
- エイシンヴァラー 2018年に黒船賞を制覇。
- エイシンバランサー 2018年にサマーチャンピオンを制覇。
- イグナイター 2022年に黒船賞、かきつばた記念、2023年にさきたま杯、JBCスプリントを制覇。
  - 2022年度のNAR年度代表馬（兵庫所属のサラブレッドとしては初）、最優秀4歳以上牡馬（兵庫所属馬初）、最優秀短距離馬（兵庫所属馬初）に選出された。
  - 2023年のさきたま杯にて、兵庫所属馬初のJpnⅡ制覇を達成した。
  - 2023年のJBCスプリントにて、兵庫所属馬初のJpnI制覇を達成した。

## 優秀競走馬表彰
例年1月に前年の優秀競走馬及びその関係者を表彰している。
- 年度代表馬 - 2016年までは「年代表馬」という呼称であった[33]。
- 最優秀2歳馬
- 最優秀3歳馬
- 最優秀4歳以上馬 - 2017年まで[34]。
- 最優秀4歳以上短距離馬 - 2018年から[35]。
- 最優秀4歳以上中長距離馬 - 2018年から[35]。
- 最優秀牝馬
- 特別優秀馬
- 特別敢闘馬 - 2016年以降は選出されていない[33][36]。

### 年度代表馬一覧
- 2000年以前は旧馬齢表記を使用していたが、ここでは全て現行の馬齢表記に統一する。

| 年   | 馬名               | 性齢     | 重賞勝ち鞍（受賞年のみ）                                              |
| ---- | ------------------ | -------- | --------------------------------------------------------------------- |
| 1998 | ニホンカイユーノス | 牡4      | 播磨賞・摂津盃・山陽杯・タマツバキ記念・白鷺賞・園田金盃              |
| 1999 | （不明）           | （不明） | （不明）                                                              |
| 2000 | （不明）           | （不明） | （不明）                                                              |
| 2001 | （不明）           | （不明） | （不明）                                                              |
| 2002 | （不明）           | （不明） | （不明）                                                              |
| 2003 | （不明）           | （不明） | （不明）                                                              |
| 2004 | レッドペガサス     | 牡2      | 園田ジュニアC                                                         |
| 2005 | （不明）           | （不明） | （不明）                                                              |
| 2006 | ロードバクシン     | 牡8      | 新春賞・兵庫大賞典・楠賞                                              |
| 2007 | チャンストウライ   | 牡4      | 兵庫大賞典・東海菊花賞                                                |
| 2008 | アルドラゴン       | 牡7      | 六甲盃・兵庫大賞典・園田金盃                                          |
| 2009 | ベストタイザン     | 牡7      | 白銀争覇・梅見月杯・東海桜花賞・サマーC                               |
| 2010 | アルドラゴン       | 牡9      | 六甲盃・兵庫大賞典・園田フレンドリーC・オッズパークGP・摂津盃         |
| 2011 | オオエライジン     | 牡3      | 園田ユースC・兵庫ダービー・黒潮盃・岐阜金賞                           |
| 2012 | ニシノイーグル     | 牡4      | 園田金盃                                                              |
| 2013 | ユメノアトサキ     | 牝3      | 菊水賞・のじぎく賞・兵庫ダービー                                      |
| 2014 | トーコーニーケ     | 牝3      | 園田クイーンセレクション・若草賞・東海クイーンC・のじぎく賞・園田金盃 |
| 2015 | エーシンサルサ     | 牝5      | 兵庫サマークイーン賞・兵庫クイーンC・園田金盃                         |
| 2016 | トーコーヴィーナス | 牝4      | 読売レディス杯・秋桜賞                                                |
| 2017 | トウケイタイガー   | 牡6      | 園田ウインターC・東海桜花賞・かきつばた記念・園田チャレンジC          |
| 2018 | マイタイザン       | 牡5      | 新春賞・兵庫大賞典・園田金盃                                          |
| 2019 | タガノゴールド     | 牡8      | 六甲盃・イヌワシ賞・北国王冠・園田金盃                                |
| 2020 | ジンギ             | 牡4      | 摂津盃・園田金盃                                                      |
| 2021 | ジンギ             | 牡5      | 白鷺賞・兵庫大賞典・姫山菊花賞・園田金盃                              |
| 2022 | イグナイター       | 牡4      | 黒潮スプリンターズC・黒船賞・かきつばた記念                           |
| 2023 | イグナイター       | 牡5      | 黒潮スプリンターズC・さきたま杯・園田チャレンジカップ・JBCスプリント  |
| 2024 | アラジンバローズ   | 騸7      | 新春賞・サマーチャンピオン                                            |

## その他
- 調教は園田競馬場と兵庫県立西脇馬事公苑と（西脇トレーニングセンター）で行われている。
- 毎年11月（以前は10月）の園田開催では「組合設立記念シリーズ」として「兵庫ジュニアグランプリ」・「兵庫クイーンカップ」の2大重賞を柱にレースを組んでいるほか、ゲストを招いたトーク・イベントが行われている。
- 会員制のカードを発行し、来場ポイントに応じて景品がもらえるサービスも行っている。 ただし、カードリーダーは園田競馬開催中の園田競馬場にしかなく、姫路競馬の切捨てとも言える。唯一非売品の100ポイントの景品だった騎手との記念撮影が一時中止となったが、小牧、岩田などからレアアイテムが提供されることもあった。
- 競馬新聞は競馬ブック・園田ニュースの2紙が発売されている。園田ニュースの馬柱は競馬ブックのものを使用している。ホースニュース・馬は2004年秋、競馬キンキは2021年2月に休刊した。
- シンボルマークは横尾忠則がデザインした。
- 2008年から2010年まで鹿谷弥生がイメージキャラクターを務めていた。
- 2012年9月7日より金曜日のみナイター競馬を実施。愛称は「そのだ金曜ナイター」に決定した。